# Bassirou N’Diaye
Bassirou M’Backé N’Diaye (* 15. Februar 2002) ist ein senegalesischer Fußballspieler.

## Karriere
N’Diaye begann seine fußballerische Ausbildung in der Académie Darou Salam Dakar. Im März 2021 wechselte er in die U19-Mannschaft des FC Sochaux. In der Saison 2021/22 spielte er bereits 17 Mal in der zweiten Mannschaft in der National 3, wobei er dreimal traf. 2022/23 kam er in selbiger Mannschaft zu 20 Toren in 22 Spielen.
Im Sommer 2023 wechselte er jedoch zum französischen Erstligisten FC Lorient, wo er zunächst auch nur in der zweiten Mannschaft eingeplant wurde. Nach mehreren Einsätzen und Toren für die zweite Mannschaft wurde er am sechsten Spieltag bei einem 3:3-Unentschieden gegen Olympique Lyon eingewechselt und debütierte somit in der Ligue 1.
In der Winterpause der Saison 2023/24 wurde N’Diaye bis Ende Saison an den Schweizer Super Ligisten Servette FC aus Genf verliehen. Zudem wurde eine Kaufoption in den Vertrag eingeschlossen.